# N.D.Promotion
株式会社N.D.Promotion（エヌディープロモーション）は、原宿系モデル・タレントのマネジメント及びメディア運営、Z世代マーケティングを展開する総合エンタメ企業。
運営しているZ世代女子向けメディア「Nom de plume」はTwitter400,000フォロワー、Instagram100,000フォロワーとSNSを中心に若年層女子へリーチ力を持つ。（2020年3月27日時点）

## 所属タレント、モデル
- 莉子
- 古澤里紗（CUTIE STREET）
- 審良ふたば
- 新沼凛空
- 早坂美咲
- 久保乃々花（JELLY sister）
- ユリナ
- 水上凜巳花 (元HKT48)
- 川道さら
- 鎌田あゆ
- 浅木リア
- 佐伯桜來
- 佐伯柚來
- 手嶋小百合
- 新海もあ
- 掛さくら
- 風歌
- 福田一華（Popteen元レギュラーモデル）
- 紗蘭
- mimmam（Zipper専属モデル）
- 八神慶仁郎

## SNSドラマ
- とけないでサマー（2018年8月8日 - 18日）
- 蒼い夏（2019年4月16日 - 26日、全4回）
- アスタリスクの花（2019年7月30日 - 8月30日、全9回）
- 対決落語（2021年7月28日 - 8月15日、全6回）
- ノンファンジブル（2022年10月31日、全6回）

## アパレル
- VEil
- bloom